# Fyen Rundt 2021
Fyen Rundt 2021 var den 110. udgave af det danske cykelløb Fyen Rundt. Det 206 km lange linjeløb blev kørt den 30. maj 2021 med start og mål ved Middelfart Sparekasses hovedsæde på Havnegade i Middelfart. Løbet var en del af UCI Europe Tour 2021. Den oprindelige 110. udgave blev i 2020 aflyst på grund af coronaviruspandemien.
Niklas Larsen fra det norske hold Uno-X Pro Cycling Team vandt løbet efter en massespurt, hvor Rasmus Bøgh Wallin fra Team CO:PLAY-Giant kom ind på andenpladsen. 18-årige Kasper Andersen fra ColoQuick Cycling blev sidste rytter på podiet.

## Resultat
| \| Samlede stilling \| Samlede stilling \| Samlede stilling \| Samlede stilling \| Samlede stilling \| \| Rytter \| Rytter \| Hold \| Tid \| \| \| ---------------- \| -------------------- \| ------------------------ \| ---------------- \| ---------------- \| \| 1. \| Niklas Larsen \| Uno-X Pro Cycling Team \| 4t 30' 24" \| \| \| 2. \| Rasmus Bøgh Wallin \| CO:PLAY-Giant \| + 0" \| \| \| 3. \| Kasper Andersen \| ColoQuick \| + 0" \| \| \| 4. \| Olav Hjemsæter \| Team Coop \| + 1" \| \| \| 5. \| Marcus Sander Hansen \| BHS-PL Beton Bornholm \| + 1" \| \| \| 6. \| Alexander Salby \| ColoQuick \| + 1" \| \| \| 7. \| Gil D'Heygere \| Tarteletto-Isorex \| + 1" \| \| \| 8. \| Tomáš Bárta \| Topforex ATT Investments \| + 1" \| \| \| 9. \| Elmar Reinders \| Riwal Cycling Team \| + 1" \| \| \| 10. \| Tobias Kongstad \| Riwal Cycling Team \| + 1" \| \| \| 11. \| Lucas Eriksson \| Riwal Cycling Team \| + 1" \| \| \| 12. \| Tore Andre Aase Vabø \| Team Coop \| + 1" \| \| \| 13. \| Kristian Aasvold \| Team Coop \| + 1" \| \| \| 14. \| Louis Bendixen \| Team Coop \| + 1" \| \| \| 15. \| Daniel Stampe \| CO:PLAY-Giant \| + 2" \| \| |                      |                          |            |
| |                      |                          |            |
| Kilde: ProCyclingStats |                      |                          |            |
| Samlede stilling |                      |                          |            |
| Rytter | Rytter               | Hold                     | Tid        |
| 1. | Niklas Larsen        | Uno-X Pro Cycling Team   | 4t 30' 24" |
| 2. | Rasmus Bøgh Wallin   | CO:PLAY-Giant            | + 0"       |
| 3. | Kasper Andersen      | ColoQuick                | + 0"       |
| 4. | Olav Hjemsæter       | Team Coop                | + 1"       |
| 5. | Marcus Sander Hansen | BHS-PL Beton Bornholm    | + 1"       |
| 6. | Alexander Salby      | ColoQuick                | + 1"       |
| 7. | Gil D'Heygere        | Tarteletto-Isorex        | + 1"       |
| 8. | Tomáš Bárta          | Topforex ATT Investments | + 1"       |
| 9. | Elmar Reinders       | Riwal Cycling Team       | + 1"       |
| 10. | Tobias Kongstad      | Riwal Cycling Team       | + 1"       |
| 11. | Lucas Eriksson       | Riwal Cycling Team       | + 1"       |
| 12. | Tore Andre Aase Vabø | Team Coop                | + 1"       |
| 13. | Kristian Aasvold     | Team Coop                | + 1"       |
| 14. | Louis Bendixen       | Team Coop                | + 1"       |
| 15. | Daniel Stampe        | CO:PLAY-Giant            | + 2"       |

## Hold og ryttere
165 ryttere var på startlisten, hvoraf 157 stillede til start. Der var 25 deltagende hold og ryttere fra 14 forskellige nationer. 119 ryttere gennemførte løbet.
| UCI ProTeam- Uno-X Pro Cycling Team UCI Kontinentalhold (11)- À Bloc CT - BHS-PL Beton Bornholm - ColoQuick - Coop - HRE Mazowsze Serce Polski - Restaurant Suri-Carl Ras - Riwal - Tarteletto-Isorex - Topforex ATT Investments - Dauner-AKKON - Start Cycling Team DCU Elite Teams (8)- Bache-JS.dk - CO:PLAY-Giant - Give Elementer - Herning CK Elite - IBT-BH Carl Ras - Kvickly Odder Elite - O.B. Wiik-Dan Stillads - Sparekassen Vendsyssel Aalborg Amatørcykelhold- Sweden Cycling Academy Regional- og klubhold (4)- Team ABC Elite - WV De IJsselstreek - Cykling Odense - Willebrord Wil Vooruit |
| |

| Nationer                                  | Antal ryttere |
| ----------------------------------------- | ------------- |
| Danmark                                   | 91            |
| Holland                                   | 21            |
| Sverige                                   | 13            |
| Norge                                     | 8             |
| Belgien, Tyskland                         | 7             |
| Polen                                     | 6             |
| Tjekkiet                                  | 5             |
| Slovakiet                                 | 2             |
| Argentina, Australien, Chile, Mexico, USA | 1             |

### Startliste
| Riwal Cycling Team RIW | Riwal Cycling Team RIW         | Riwal Cycling Team RIW |
| ---------------------- | ------------------------------ | ---------------------- |
| Nr.                    | Rytter                         | Placering              |
| 1                      | Rasmus Quaade (DEN)            | 69.                    |
| 2                      | Lucas Eriksson (SWE)           | 11.                    |
| 3                      | Tobias Kongstad (DEN)          | 10.                    |
| 4                      | Jesper Schultz (DEN)           | 61.                    |
| 5                      | Elmar Reinders (NED)           | 9.                     |
| 6                      | Kim Magnusson (SWE) (landevej) | 39.                    |
| 7                      | Nick van der Lijke (NED)       | 59.                    |

| Uno-X Pro Cycling Team UXT | Uno-X Pro Cycling Team UXT  | Uno-X Pro Cycling Team UXT |
| -------------------------- | --------------------------- | -------------------------- |
| Nr.                        | Rytter                      | Placering                  |
| 11                         | Syver Wærsted (NOR)         | DNF                        |
| 12                         | Kristian Kulset (NOR)       | 67.                        |
| 13                         | Morten Hulgaard (DEN)       | 31.                        |
| 14                         | Frederik Rodenberg (DEN)    | DNF                        |
| 15                         | Niklas Larsen (DEN)         | 1.                         |
| 16                         | Iver Skaarseth (NOR)        | DNF                        |
| 17                         | Johan Price-Pejtersen (DEN) | DNF                        |

| ColoQuick TCQ | ColoQuick TCQ                  | ColoQuick TCQ |
| ------------- | ------------------------------ | ------------- |
| Nr.           | Rytter                         | Placering     |
| 21            | Kasper Andersen (DEN)          | 3.            |
| 22            | William Blume Levy (DEN)       | 54.           |
| 23            | Christian Spang Kjeldsen (DEN) | 55.           |
| 24            | Alexander Salby (DEN)          | 6.            |
| 25            | Nicolai Brøchner (DEN)         | 38.           |
| 26            | Mads Andersen (DEN)            | DNS           |
| 27            | Sebastian Kolze Changizi (DEN) | 24.           |

| BHS-PL Beton Bornholm BPC | BHS-PL Beton Bornholm BPC     | BHS-PL Beton Bornholm BPC |
| ------------------------- | ----------------------------- | ------------------------- |
| Nr.                       | Rytter                        | Placering                 |
| 31                        | Marcus Sander Hansen (DEN)    | 5.                        |
| 32                        | Mathias Bregnhøj (DEN)        | 33.                       |
| 33                        | Stian Rosenlund Richter (DEN) | 95.                       |
| 34                        | Nikolaj Mengel (DEN)          | 68.                       |
| 35                        | Emil Toudal (DEN)             | 70.                       |
| 36                        | Nils Lau Nyborg Broge (DEN)   | 64.                       |
| 37                        | Benjamin Hertz (DEN)          | 119.                      |

| Restaurant Suri-Carl Ras SCC | Restaurant Suri-Carl Ras SCC | Restaurant Suri-Carl Ras SCC |
| ---------------------------- | ---------------------------- | ---------------------------- |
| Nr.                          | Rytter                       | Placering                    |
| 41                           | Mathias Larsen (DEN)         | 72.                          |
| 42                           | Sebastian Nielsen (DEN)      | 17.                          |
| 43                           | Julius Nowak Dalner          | 116.                         |
| 44                           | Nils Eigil Bradtberg         | 73.                          |
| 45                           | Rasmus Hestbek Lund          | DNF                          |
| 46                           | Rasmus Lund Pedersen (DEN)   | 92.                          |
| 47                           | Peter Busk                   | DNF                          |

| Dauner-AKKON TDA | Dauner-AKKON TDA       | Dauner-AKKON TDA |
| ---------------- | ---------------------- | ---------------- |
| Nr.              | Rytter                 | Placering        |
| 51               | Kieron Steinmann (GER) | 104.             |
| 52               | Dominik Bauer (GER)    | 21.              |
| 53               | Albert Gathemann (GER) | 94.              |
| 54               | Kilian Steigner (GER)  | 83.              |
| 55               | Jan-Marc Temmen (GER)  | DNS              |
| 56               | Roman Duckert (GER)    | 76.              |
| 57               | Moritz Plambeck (GER)  | 52.              |

| O.B. Wiik-Dan Stillads ___ | O.B. Wiik-Dan Stillads ___             | O.B. Wiik-Dan Stillads ___ |
| -------------------------- | -------------------------------------- | -------------------------- |
| Nr.                        | Rytter                                 | Placering                  |
| 61                         | Peter Haslund (DEN)                    | 60.                        |
| 62                         | Rasmus Søjberg Pedersen (DEN)          | 99.                        |
| 63                         | Luis Carl Jørgensen                    | 101.                       |
| 64                         | Nicklas Lilleskov Falk Rasmussen (DEN) | 25.                        |
| 65                         | Mads Søgaard Mondrup                   | DNF                        |
| 66                         | Frederik Uhre                          | 112.                       |
| 67                         | Jannik Ljungdahl                       | DNF                        |

| Cykling Odense ___ | Cykling Odense ___     | Cykling Odense ___ |
| ------------------ | ---------------------- | ------------------ |
| Nr.                | Rytter                 | Placering          |
| 71                 | Simon Bak (DEN)        | 41.                |
| 72                 | Ian Millennium         | 49.                |
| 73                 | Niels Bech Rasmussen   | 27.                |
| 74                 | Sebastian Juul         | DNF                |
| 75                 | Silas Bolund Falkø     | DNF                |
| 76                 | William Wisholm        | 50.                |
| 77                 | Bjørn Andreassen (DEN) | 106.               |

| À Bloc CT ABC | À Bloc CT ABC         | À Bloc CT ABC |
| ------------- | --------------------- | ------------- |
| Nr.           | Rytter                | Placering     |
| 81            | Lars Loohuis (NED)    | 103.          |
| 82            | Bodi del Grosso (NED) | 18.           |
| 83            | André Luijk (NED)     | DNF           |
| 84            | Adriaan Janssen (NED) | 46.           |
| 85            | Nils Sinschek (NED)   | 58.           |
| 86            | Mike Schuch (NED)     | 75.           |
| 87            | Aden Paterson (AUS)   | 86.           |

| Team Coop TCO | Team Coop TCO              | Team Coop TCO |
| ------------- | -------------------------- | ------------- |
| Nr.           | Rytter                     | Placering     |
| 91            | Fredrik Dversnes (NOR)     | 32.           |
| 92            | Jacob Eriksson (SWE)       | 28.           |
| 93            | Louis Bendixen (DEN)       | 14.           |
| 94            | Olav Hjemsæter (NOR)       | 4.            |
| 95            | Kristian Aasvold (NOR)     | 13.           |
| 96            | Tore Andre Aase Vabø (NOR) | 12.           |

| HRE Mazowsze Serce Polski MSP | HRE Mazowsze Serce Polski MSP | HRE Mazowsze Serce Polski MSP |
| ----------------------------- | ----------------------------- | ----------------------------- |
| Nr.                           | Rytter                        | Placering                     |
| 101                           | Paweł Bernas (POL)            | 71.                           |
| 102                           | Marcin Budziński (POL)        | DNS                           |
| 103                           | Tomasz Budziński (POL)        | 87.                           |
| 104                           | Karol Domagalski (POL)        | 62.                           |
| 105                           | Filip Prokopyszyn (POL)       | 90.                           |
| 106                           | Daniel Staniszewski (POL)     | 78.                           |

| Tarteletto-Isorex TIS | Tarteletto-Isorex TIS       | Tarteletto-Isorex TIS |
| --------------------- | --------------------------- | --------------------- |
| Nr.                   | Rytter                      | Placering             |
| 111                   | Alfdan De Decker (BEL)      | 20.                   |
| 112                   | Maxime De Poorter (BEL)     | 19.                   |
| 113                   | Gil D'Heygere (BEL)         | 7.                    |
| 114                   | Thomas Joseph (BEL)         | DNF                   |
| 115                   | Brent Van De Kerkhove (BEL) | 16.                   |
| 116                   | Enzo Wouters (BEL)          | 66.                   |
| 117                   | Thibau Verhofstadt (BEL)    | 48.                   |

| Topforex ATT Investments TFA | Topforex ATT Investments TFA | Topforex ATT Investments TFA |
| ---------------------------- | ---------------------------- | ---------------------------- |
| Nr.                          | Rytter                       | Placering                    |
| 121                          | Jiří Petruš (CZE)            | 84.                          |
| 122                          | Petr Klabouch (CZE)          | 51.                          |
| 123                          | Matúš Štoček (SVK)           | 40.                          |
| 124                          | Martin Voltr (CZE)           | DNF                          |
| 125                          | Marek Gajdula (SVK)          | 85.                          |
| 126                          | Tomáš Bárta (CZE)            | 8.                           |
| 127                          | Petr Fiala (CZE)             | 22.                          |

| Willebrord Wil Vooruit ___ | Willebrord Wil Vooruit ___ | Willebrord Wil Vooruit ___ |
| -------------------------- | -------------------------- | -------------------------- |
| Nr.                        | Rytter                     | Placering                  |
| 131                        | Christian Gorm Albrechtsen | 82.                        |
| 132                        | Kelvin Bakx (NED)          | 114.                       |
| 133                        | Joris Buters (NED)         | DNF                        |
| 134                        | Beau van Izerloo (NED)     | 81.                        |
| 135                        | Boris Romers (NED)         | 109.                       |
| 136                        | Markus Skreen (NOR)        | DNF                        |
| 137                        | Sten Verzijl (NED)         | 113.                       |

| Herning CK Elite ___ | Herning CK Elite ___        | Herning CK Elite ___ |
| -------------------- | --------------------------- | -------------------- |
| Nr.                  | Rytter                      | Placering            |
| 142                  | Rasmus Byriel Iversen (DEN) | DNF                  |
| 143                  | Jonas Nordal Jakobsen       | 29.                  |
| 144                  | Emil Vinther Schmidt        | 74.                  |
| 145                  | Jannik Nedergaard Nielsen   | 45.                  |
| 146                  | Mads Mosevang Pedersen      | 100.                 |
| 147                  | Carl Voldbjerg              | DNS                  |

| IBT-BH Carl Ras ___ | IBT-BH Carl Ras ___        | IBT-BH Carl Ras ___ |
| ------------------- | -------------------------- | ------------------- |
| Nr.                 | Rytter                     | Placering           |
| 151                 | Gustav Johansson (SWE)     | 107.                |
| 152                 | Linus Eriksson Kvist (SWE) | 63.                 |
| 153                 | Sebastian Andreasson (DEN) | DNF                 |
| 154                 | Wincent Wallinder (SWE)    | 108.                |
| 155                 | Frederik Thomsen           | 26.                 |
| 156                 | Arne Birkemose             | 93.                 |
| 157                 | Matias Malmberg (DEN)      | 36.                 |

| Give Elementer ___ | Give Elementer ___         | Give Elementer ___ |
| ------------------ | -------------------------- | ------------------ |
| Nr.                | Rytter                     | Placering          |
| 161                | Anders Bruun               | DNS                |
| 162                | Jakob Bødker               | DNF                |
| 163                | Jeppe Falk-Kristensen      | DNF                |
| 164                | Daniel Guld                | 79.                |
| 165                | Gustav Frederik Dahl (DEN) | 44.                |
| 166                | Jeppe Tolbøll              | DNF                |
| 167                | Daniel Eriksen             | 88.                |

| Team Sparekassen Vendsyssel Aalborg ___ | Team Sparekassen Vendsyssel Aalborg ___ | Team Sparekassen Vendsyssel Aalborg ___ |
| --------------------------------------- | --------------------------------------- | --------------------------------------- |
| Nr.                                     | Rytter                                  | Placering                               |
| 171                                     | Sebastian Ryttersgaard (DEN)            | 23.                                     |
| 172                                     | Dennis Lock (DEN)                       | 77.                                     |
| 173                                     | Johannes Rom Dahl                       | DNF                                     |
| 174                                     | Martin Lind                             | 43.                                     |
| 176                                     | Søren Vosgerau (DEN)                    | 56.                                     |
| 177                                     | Thomas Koldkjær Decker                  | DNF                                     |

| CO:PLAY-Giant ___ | CO:PLAY-Giant ___        | CO:PLAY-Giant ___ |
| ----------------- | ------------------------ | ----------------- |
| Nr.               | Rytter                   | Placering         |
| 181               | Rasmus Bøgh Wallin (DEN) | 2.                |
| 182               | Magnus Bak Klaris (DEN)  | 89.               |
| 183               | Daniel Stampe (DEN)      | 15.               |
| 184               | Mikkel Øritsland (DEN)   | 118.              |
| 185               | Magnus Henneberg         | 42.               |
| 187               | Benjamin Movang          | 35.               |

| Bache-JS.dk ___ | Bache-JS.dk ___       | Bache-JS.dk ___ |
| --------------- | --------------------- | --------------- |
| Nr.             | Rytter                | Placering       |
| 191             | Daniel Lyhne (DEN)    | 117.            |
| 192             | Oskar Hvid            | DNF             |
| 193             | Jacob Gye Madsen      | 30.             |
| 194             | Birk Udengaard Hansen | DNF             |
| 195             | Sebastian Petersen    | 65.             |
| 196             | Peter Skov Lauritzen  | 96.             |
| 197             | Ruben Zilas Larsen    | DNF             |

| Team ABC Elite ___ | Team ABC Elite ___         | Team ABC Elite ___ |
| ------------------ | -------------------------- | ------------------ |
| Nr.                | Rytter                     | Placering          |
| 201                | Victor Grue Enggaard (DEN) | 97.                |
| 202                | Nicklas Jacobsen Nissen    | 37.                |
| 203                | Bjarke Bonke               | DNF                |
| 204                | Mikkel Henningsen          | DNF                |
| 205                | Christian Axelsen          | DNF                |
| 206                | Peter Sørensen             | DNF                |

| Team Kvickly Odder Elite ___ | Team Kvickly Odder Elite ___ | Team Kvickly Odder Elite ___ |
| ---------------------------- | ---------------------------- | ---------------------------- |
| Nr.                          | Rytter                       | Placering                    |
| 211                          | Stefan Ryom                  | 110.                         |
| 212                          | Lasse Mikkelsen              | 80.                          |
| 213                          | Andreas Aidel Brixen (DEN)   | 53.                          |
| 214                          | Mattias Nordal               | 105.                         |
| 215                          | Martin Szokody               | 102.                         |

| Allinq-Krush-De IJsselstreek ___ | Allinq-Krush-De IJsselstreek ___ | Allinq-Krush-De IJsselstreek ___ |
| -------------------------------- | -------------------------------- | -------------------------------- |
| Nr.                              | Rytter                           | Placering                        |
| 221                              | Tim Bierkens (NED)               | DNF                              |
| 222                              | Jelle Ter Weeme (NED)            | DNF                              |
| 223                              | Lars van Uum (NED)               | DNF                              |
| 224                              | Robin Lowik (NED)                | 34.                              |
| 225                              | Arne Peters (NED)                | DNS                              |
| 226                              | Dennis van der Horst (NED)       | 57.                              |
| 227                              | Maarten Vierhout (NED)           | 111.                             |

| intet hold ___ | intet hold ___    | intet hold ___ |
| -------------- | ----------------- | -------------- |
| Nr.            | Rytter            | Placering      |
| 231            | Jesper Ferm (SWE) | DNF            |

| Sweden Cycling Academy ___ | Sweden Cycling Academy ___ | Sweden Cycling Academy ___ |
| -------------------------- | -------------------------- | -------------------------- |
| Nr.                        | Rytter                     | Placering                  |
| 232                        | Ludwig Fagerström (SWE)    | DNF                        |
| 233                        | Simon Cederfjord (SWE)     | DNF                        |
| 234                        | Erik Rindborg (SWE)        | DNS                        |
| 235                        | Johan Nyström (SWE)        | DNF                        |
| 236                        | Christian Karlenius (SWE)  | DNF                        |
| 237                        | Simon Isaksson (SWE)       | DNS                        |

| Start Cycling Team STF | Start Cycling Team STF       | Start Cycling Team STF |
| ---------------------- | ---------------------------- | ---------------------- |
| Nr.                    | Rytter                       | Placering              |
| 241                    | Griffin Easter (USA)         | DNF                    |
| 242                    | Jorge Peyrot Balvanera (MEX) | 98.                    |
| 243                    | José Eduardo Autran (CHI)    | 47.                    |
| 244                    | Reinier Honig (NED)          | 91.                    |
| 245                    | Ignacio Villanueva (ARG)     | DNF                    |

| Riwal Cycling Team RIW | Riwal Cycling Team RIW         | Riwal Cycling Team RIW |
| ---------------------- | ------------------------------ | ---------------------- |
| Nr.                    | Rytter                         | Placering              |
| 1                      | Rasmus Quaade (DEN)            | 69.                    |
| 2                      | Lucas Eriksson (SWE)           | 11.                    |
| 3                      | Tobias Kongstad (DEN)          | 10.                    |
| 4                      | Jesper Schultz (DEN)           | 61.                    |
| 5                      | Elmar Reinders (NED)           | 9.                     |
| 6                      | Kim Magnusson (SWE) (landevej) | 39.                    |
| 7                      | Nick van der Lijke (NED)       | 59.                    |

| Uno-X Pro Cycling Team UXT | Uno-X Pro Cycling Team UXT  | Uno-X Pro Cycling Team UXT |
| -------------------------- | --------------------------- | -------------------------- |
| Nr.                        | Rytter                      | Placering                  |
| 11                         | Syver Wærsted (NOR)         | DNF                        |
| 12                         | Kristian Kulset (NOR)       | 67.                        |
| 13                         | Morten Hulgaard (DEN)       | 31.                        |
| 14                         | Frederik Rodenberg (DEN)    | DNF                        |
| 15                         | Niklas Larsen (DEN)         | 1.                         |
| 16                         | Iver Skaarseth (NOR)        | DNF                        |
| 17                         | Johan Price-Pejtersen (DEN) | DNF                        |

| ColoQuick TCQ | ColoQuick TCQ                  | ColoQuick TCQ |
| ------------- | ------------------------------ | ------------- |
| Nr.           | Rytter                         | Placering     |
| 21            | Kasper Andersen (DEN)          | 3.            |
| 22            | William Blume Levy (DEN)       | 54.           |
| 23            | Christian Spang Kjeldsen (DEN) | 55.           |
| 24            | Alexander Salby (DEN)          | 6.            |
| 25            | Nicolai Brøchner (DEN)         | 38.           |
| 26            | Mads Andersen (DEN)            | DNS           |
| 27            | Sebastian Kolze Changizi (DEN) | 24.           |

| BHS-PL Beton Bornholm BPC | BHS-PL Beton Bornholm BPC     | BHS-PL Beton Bornholm BPC |
| ------------------------- | ----------------------------- | ------------------------- |
| Nr.                       | Rytter                        | Placering                 |
| 31                        | Marcus Sander Hansen (DEN)    | 5.                        |
| 32                        | Mathias Bregnhøj (DEN)        | 33.                       |
| 33                        | Stian Rosenlund Richter (DEN) | 95.                       |
| 34                        | Nikolaj Mengel (DEN)          | 68.                       |
| 35                        | Emil Toudal (DEN)             | 70.                       |
| 36                        | Nils Lau Nyborg Broge (DEN)   | 64.                       |
| 37                        | Benjamin Hertz (DEN)          | 119.                      |

| Restaurant Suri-Carl Ras SCC | Restaurant Suri-Carl Ras SCC | Restaurant Suri-Carl Ras SCC |
| ---------------------------- | ---------------------------- | ---------------------------- |
| Nr.                          | Rytter                       | Placering                    |
| 41                           | Mathias Larsen (DEN)         | 72.                          |
| 42                           | Sebastian Nielsen (DEN)      | 17.                          |
| 43                           | Julius Nowak Dalner          | 116.                         |
| 44                           | Nils Eigil Bradtberg         | 73.                          |
| 45                           | Rasmus Hestbek Lund          | DNF                          |
| 46                           | Rasmus Lund Pedersen (DEN)   | 92.                          |
| 47                           | Peter Busk                   | DNF                          |

| Dauner-AKKON TDA | Dauner-AKKON TDA       | Dauner-AKKON TDA |
| ---------------- | ---------------------- | ---------------- |
| Nr.              | Rytter                 | Placering        |
| 51               | Kieron Steinmann (GER) | 104.             |
| 52               | Dominik Bauer (GER)    | 21.              |
| 53               | Albert Gathemann (GER) | 94.              |
| 54               | Kilian Steigner (GER)  | 83.              |
| 55               | Jan-Marc Temmen (GER)  | DNS              |
| 56               | Roman Duckert (GER)    | 76.              |
| 57               | Moritz Plambeck (GER)  | 52.              |

| O.B. Wiik-Dan Stillads ___ | O.B. Wiik-Dan Stillads ___             | O.B. Wiik-Dan Stillads ___ |
| -------------------------- | -------------------------------------- | -------------------------- |
| Nr.                        | Rytter                                 | Placering                  |
| 61                         | Peter Haslund (DEN)                    | 60.                        |
| 62                         | Rasmus Søjberg Pedersen (DEN)          | 99.                        |
| 63                         | Luis Carl Jørgensen                    | 101.                       |
| 64                         | Nicklas Lilleskov Falk Rasmussen (DEN) | 25.                        |
| 65                         | Mads Søgaard Mondrup                   | DNF                        |
| 66                         | Frederik Uhre                          | 112.                       |
| 67                         | Jannik Ljungdahl                       | DNF                        |

| Cykling Odense ___ | Cykling Odense ___     | Cykling Odense ___ |
| ------------------ | ---------------------- | ------------------ |
| Nr.                | Rytter                 | Placering          |
| 71                 | Simon Bak (DEN)        | 41.                |
| 72                 | Ian Millennium         | 49.                |
| 73                 | Niels Bech Rasmussen   | 27.                |
| 74                 | Sebastian Juul         | DNF                |
| 75                 | Silas Bolund Falkø     | DNF                |
| 76                 | William Wisholm        | 50.                |
| 77                 | Bjørn Andreassen (DEN) | 106.               |

| À Bloc CT ABC | À Bloc CT ABC         | À Bloc CT ABC |
| ------------- | --------------------- | ------------- |
| Nr.           | Rytter                | Placering     |
| 81            | Lars Loohuis (NED)    | 103.          |
| 82            | Bodi del Grosso (NED) | 18.           |
| 83            | André Luijk (NED)     | DNF           |
| 84            | Adriaan Janssen (NED) | 46.           |
| 85            | Nils Sinschek (NED)   | 58.           |
| 86            | Mike Schuch (NED)     | 75.           |
| 87            | Aden Paterson (AUS)   | 86.           |

| Team Coop TCO | Team Coop TCO              | Team Coop TCO |
| ------------- | -------------------------- | ------------- |
| Nr.           | Rytter                     | Placering     |
| 91            | Fredrik Dversnes (NOR)     | 32.           |
| 92            | Jacob Eriksson (SWE)       | 28.           |
| 93            | Louis Bendixen (DEN)       | 14.           |
| 94            | Olav Hjemsæter (NOR)       | 4.            |
| 95            | Kristian Aasvold (NOR)     | 13.           |
| 96            | Tore Andre Aase Vabø (NOR) | 12.           |

| HRE Mazowsze Serce Polski MSP | HRE Mazowsze Serce Polski MSP | HRE Mazowsze Serce Polski MSP |
| ----------------------------- | ----------------------------- | ----------------------------- |
| Nr.                           | Rytter                        | Placering                     |
| 101                           | Paweł Bernas (POL)            | 71.                           |
| 102                           | Marcin Budziński (POL)        | DNS                           |
| 103                           | Tomasz Budziński (POL)        | 87.                           |
| 104                           | Karol Domagalski (POL)        | 62.                           |
| 105                           | Filip Prokopyszyn (POL)       | 90.                           |
| 106                           | Daniel Staniszewski (POL)     | 78.                           |

| Tarteletto-Isorex TIS | Tarteletto-Isorex TIS       | Tarteletto-Isorex TIS |
| --------------------- | --------------------------- | --------------------- |
| Nr.                   | Rytter                      | Placering             |
| 111                   | Alfdan De Decker (BEL)      | 20.                   |
| 112                   | Maxime De Poorter (BEL)     | 19.                   |
| 113                   | Gil D'Heygere (BEL)         | 7.                    |
| 114                   | Thomas Joseph (BEL)         | DNF                   |
| 115                   | Brent Van De Kerkhove (BEL) | 16.                   |
| 116                   | Enzo Wouters (BEL)          | 66.                   |
| 117                   | Thibau Verhofstadt (BEL)    | 48.                   |

| Topforex ATT Investments TFA | Topforex ATT Investments TFA | Topforex ATT Investments TFA |
| ---------------------------- | ---------------------------- | ---------------------------- |
| Nr.                          | Rytter                       | Placering                    |
| 121                          | Jiří Petruš (CZE)            | 84.                          |
| 122                          | Petr Klabouch (CZE)          | 51.                          |
| 123                          | Matúš Štoček (SVK)           | 40.                          |
| 124                          | Martin Voltr (CZE)           | DNF                          |
| 125                          | Marek Gajdula (SVK)          | 85.                          |
| 126                          | Tomáš Bárta (CZE)            | 8.                           |
| 127                          | Petr Fiala (CZE)             | 22.                          |

| Willebrord Wil Vooruit ___ | Willebrord Wil Vooruit ___ | Willebrord Wil Vooruit ___ |
| -------------------------- | -------------------------- | -------------------------- |
| Nr.                        | Rytter                     | Placering                  |
| 131                        | Christian Gorm Albrechtsen | 82.                        |
| 132                        | Kelvin Bakx (NED)          | 114.                       |
| 133                        | Joris Buters (NED)         | DNF                        |
| 134                        | Beau van Izerloo (NED)     | 81.                        |
| 135                        | Boris Romers (NED)         | 109.                       |
| 136                        | Markus Skreen (NOR)        | DNF                        |
| 137                        | Sten Verzijl (NED)         | 113.                       |

| Herning CK Elite ___ | Herning CK Elite ___        | Herning CK Elite ___ |
| -------------------- | --------------------------- | -------------------- |
| Nr.                  | Rytter                      | Placering            |
| 142                  | Rasmus Byriel Iversen (DEN) | DNF                  |
| 143                  | Jonas Nordal Jakobsen       | 29.                  |
| 144                  | Emil Vinther Schmidt        | 74.                  |
| 145                  | Jannik Nedergaard Nielsen   | 45.                  |
| 146                  | Mads Mosevang Pedersen      | 100.                 |
| 147                  | Carl Voldbjerg              | DNS                  |

| IBT-BH Carl Ras ___ | IBT-BH Carl Ras ___        | IBT-BH Carl Ras ___ |
| ------------------- | -------------------------- | ------------------- |
| Nr.                 | Rytter                     | Placering           |
| 151                 | Gustav Johansson (SWE)     | 107.                |
| 152                 | Linus Eriksson Kvist (SWE) | 63.                 |
| 153                 | Sebastian Andreasson (DEN) | DNF                 |
| 154                 | Wincent Wallinder (SWE)    | 108.                |
| 155                 | Frederik Thomsen           | 26.                 |
| 156                 | Arne Birkemose             | 93.                 |
| 157                 | Matias Malmberg (DEN)      | 36.                 |

| Give Elementer ___ | Give Elementer ___         | Give Elementer ___ |
| ------------------ | -------------------------- | ------------------ |
| Nr.                | Rytter                     | Placering          |
| 161                | Anders Bruun               | DNS                |
| 162                | Jakob Bødker               | DNF                |
| 163                | Jeppe Falk-Kristensen      | DNF                |
| 164                | Daniel Guld                | 79.                |
| 165                | Gustav Frederik Dahl (DEN) | 44.                |
| 166                | Jeppe Tolbøll              | DNF                |
| 167                | Daniel Eriksen             | 88.                |

| Team Sparekassen Vendsyssel Aalborg ___ | Team Sparekassen Vendsyssel Aalborg ___ | Team Sparekassen Vendsyssel Aalborg ___ |
| --------------------------------------- | --------------------------------------- | --------------------------------------- |
| Nr.                                     | Rytter                                  | Placering                               |
| 171                                     | Sebastian Ryttersgaard (DEN)            | 23.                                     |
| 172                                     | Dennis Lock (DEN)                       | 77.                                     |
| 173                                     | Johannes Rom Dahl                       | DNF                                     |
| 174                                     | Martin Lind                             | 43.                                     |
| 176                                     | Søren Vosgerau (DEN)                    | 56.                                     |
| 177                                     | Thomas Koldkjær Decker                  | DNF                                     |

| CO:PLAY-Giant ___ | CO:PLAY-Giant ___        | CO:PLAY-Giant ___ |
| ----------------- | ------------------------ | ----------------- |
| Nr.               | Rytter                   | Placering         |
| 181               | Rasmus Bøgh Wallin (DEN) | 2.                |
| 182               | Magnus Bak Klaris (DEN)  | 89.               |
| 183               | Daniel Stampe (DEN)      | 15.               |
| 184               | Mikkel Øritsland (DEN)   | 118.              |
| 185               | Magnus Henneberg         | 42.               |
| 187               | Benjamin Movang          | 35.               |

| Bache-JS.dk ___ | Bache-JS.dk ___       | Bache-JS.dk ___ |
| --------------- | --------------------- | --------------- |
| Nr.             | Rytter                | Placering       |
| 191             | Daniel Lyhne (DEN)    | 117.            |
| 192             | Oskar Hvid            | DNF             |
| 193             | Jacob Gye Madsen      | 30.             |
| 194             | Birk Udengaard Hansen | DNF             |
| 195             | Sebastian Petersen    | 65.             |
| 196             | Peter Skov Lauritzen  | 96.             |
| 197             | Ruben Zilas Larsen    | DNF             |

| Team ABC Elite ___ | Team ABC Elite ___         | Team ABC Elite ___ |
| ------------------ | -------------------------- | ------------------ |
| Nr.                | Rytter                     | Placering          |
| 201                | Victor Grue Enggaard (DEN) | 97.                |
| 202                | Nicklas Jacobsen Nissen    | 37.                |
| 203                | Bjarke Bonke               | DNF                |
| 204                | Mikkel Henningsen          | DNF                |
| 205                | Christian Axelsen          | DNF                |
| 206                | Peter Sørensen             | DNF                |

| Team Kvickly Odder Elite ___ | Team Kvickly Odder Elite ___ | Team Kvickly Odder Elite ___ |
| ---------------------------- | ---------------------------- | ---------------------------- |
| Nr.                          | Rytter                       | Placering                    |
| 211                          | Stefan Ryom                  | 110.                         |
| 212                          | Lasse Mikkelsen              | 80.                          |
| 213                          | Andreas Aidel Brixen (DEN)   | 53.                          |
| 214                          | Mattias Nordal               | 105.                         |
| 215                          | Martin Szokody               | 102.                         |

| Allinq-Krush-De IJsselstreek ___ | Allinq-Krush-De IJsselstreek ___ | Allinq-Krush-De IJsselstreek ___ |
| -------------------------------- | -------------------------------- | -------------------------------- |
| Nr.                              | Rytter                           | Placering                        |
| 221                              | Tim Bierkens (NED)               | DNF                              |
| 222                              | Jelle Ter Weeme (NED)            | DNF                              |
| 223                              | Lars van Uum (NED)               | DNF                              |
| 224                              | Robin Lowik (NED)                | 34.                              |
| 225                              | Arne Peters (NED)                | DNS                              |
| 226                              | Dennis van der Horst (NED)       | 57.                              |
| 227                              | Maarten Vierhout (NED)           | 111.                             |

| intet hold ___ | intet hold ___    | intet hold ___ |
| -------------- | ----------------- | -------------- |
| Nr.            | Rytter            | Placering      |
| 231            | Jesper Ferm (SWE) | DNF            |

| Sweden Cycling Academy ___ | Sweden Cycling Academy ___ | Sweden Cycling Academy ___ |
| -------------------------- | -------------------------- | -------------------------- |
| Nr.                        | Rytter                     | Placering                  |
| 232                        | Ludwig Fagerström (SWE)    | DNF                        |
| 233                        | Simon Cederfjord (SWE)     | DNF                        |
| 234                        | Erik Rindborg (SWE)        | DNS                        |
| 235                        | Johan Nyström (SWE)        | DNF                        |
| 236                        | Christian Karlenius (SWE)  | DNF                        |
| 237                        | Simon Isaksson (SWE)       | DNS                        |

| Start Cycling Team STF | Start Cycling Team STF       | Start Cycling Team STF |
| ---------------------- | ---------------------------- | ---------------------- |
| Nr.                    | Rytter                       | Placering              |
| 241                    | Griffin Easter (USA)         | DNF                    |
| 242                    | Jorge Peyrot Balvanera (MEX) | 98.                    |
| 243                    | José Eduardo Autran (CHI)    | 47.                    |
| 244                    | Reinier Honig (NED)          | 91.                    |
| 245                    | Ignacio Villanueva (ARG)     | DNF                    |